# Rudolf Garlichs

Rudolf Garlichs 1953 anlässlich der Einweihung der Strandhalle Schillig

Rudolf Garlichs (* 9. Juni 1892 auf Lilienhof bei Hooksiel; † 18. August 1980 in St. Joostergroden bei St. Joost) war ein deutscher Landwirt, als liberaldemokratischer Kommunalpolitiker langjähriger Ratsherr der Gemeinde St. Joost, Mitglied des Kreistags des Landkreises Friesland, Ratsherr und Bürgermeister der Gemeinde Minsen, Ratsherr der Gemeinde Wangerland, Aufsichtsrat in verschiedenen Unternehmen sowie Träger des Verdienstkreuzes am Bande des Verdienstordens der Bundesrepublik Deutschland.

## Herkunft und Jugend
Namensträger der Familie Garlichs lassen sich bis in die Zeit des Dreißigjährigen Krieges zurückverfolgen, früheste Vorfahren bis zur Zeit von Maria von Jever 100 Jahre davor. Überwiegend waren es Landwirte mit einem Zweig im Jeverland und einem anderen im damaligen Herzogtum Oldenburg. So war der Vater von Rudolf Garlichs, Ernst Wilhelm Julius Garlichs (1860–1941), Eigentümer des Lilienhofs bei Wüppels und des Hofs Schurfens bei Jever. Die Mutter Betti Ulrike Onnen (1868–1957) war Tochter des Eigentümers der Stumpenser Mühle bei Horumersiel.
Rudolf Garlichs wurde diesem Ehepaar 1892 als zweiter von drei Söhnen geboren. Nach Umzug der Eltern nach Schurfens wuchs er überwiegend dort auf, besuchte in Jever die Schule und machte auf der Höheren Landwirtschaftsschule in Varel den Realschulabschluss. Danach war er zunächst in mehreren landwirtschaftlichen Betrieben tätig. Die Gegend gehörte damals anders als die größte Stadt in der Region Wilhelmshaven nicht zur preußischen Provinz Hannover, sondern als Verwaltungsamt Jever zum Großherzogtum Oldenburg.

## Erster Weltkrieg

1914–1919 Soldat
Ehrenurkunde 1914–1918 u. besondere Teilnahmen
Ehrenurkunde des Marinekorps Flandern

1914 heuerte er in Hamburg als Seemann an. Er unterlag damals aber noch der „Militärpflicht“, und seit Einbeziehung von Hamburg und Altona in das Deutsche Reich hatten die Behörden unter dem Verdacht des Verstoßes hiergegen immer wieder auch dort Razzien durchgeführt und Strafverfahren eingeleitet.
Auch Garlichs fiel dort der Wehrüberwachung auf – er durfte nicht einschiffen. Garlichs verpflichtete sich zum April 1914 als Einjährig-Freiwilliger zum Militärdienst, wenige Monate später brach der Erste Weltkrieg aus. Garlichs kam zum Marinekorps Flandern und diente bis zum Kriegsende, wofür ihm das 1921 gestiftete Flandernkreuz zuerkannt wurde.

## Familiengründung
1919 kehrte er ohne schwere Verletzungen aus dem Krieg in seine Heimat zurück. 1922 übernahm er einen Hof in St. Joostergroden östlich von St. Joost, der 1920 durch Erbvergleich an die Familie gefallen war, und heiratete im selben Jahr die am 12. Februar 1900 auf dem ostfriesischen Hof Loppelt bei Gödens geborene Fanny Rastede. 1923 kam die Tochter Lisa, 1929 die Tochter Juliane zur Welt.

## Kommunalpolitik in der Weimarer Republik, Drittes Reich
Kurz darauf begann Garlichs seinen schließlich lebenslangen Einsatz in der Kommunalpolitik des nördlichen Jeverlands, das inzwischen zum Freistaat Oldenburg gehörte. Zunächst wurde er Ratsherr in der Gemeinde St. Joost.
Als Liberaler kam er allerdings während der Machtergreifung der Nationalsozialisten in Konflikt mit dem Regime und wurde 1933 ähnlich wie andere liberale Politiker seines Amtes enthoben. Im Zweiten Weltkrieg wurde er zwar zunächst als Wachmann dienstverpflichtet und 1944 zum Volkssturm eingezogen, aber heimatnah in Flak-Stellungen bei Horumersiel eingesetzt.

## Kommunalpolitik in der Bundesrepublik Deutschland

1962 während der Sturmflut
1968 Schlüsselübergabe Wellenbad Horumersiel
1972 zum 80. Geburtstag

Auf der Suche nach Persönlichkeiten, die für einen demokratischen Neuanfang nach dem Nationalsozialismus stehen konnten, stieß die damals für Norddeutschland zuständige britische Besatzungsmacht auch auf Garlichs. Die britische Kontrollkommission berief ihn 1945 für die Zeit ab 1946 zum Kreistagsabgeordneten des gegenüber 1939 neu zugeschnittenen Landkreises Friesland. Später durch Wahlen bestätigt, behielt er diese Funktion mit kurzen Unterbrechungen bis 1964.
Von 1948 an war Garlichs zudem Ratsherr und Ratsvorsitzender, von 1950 bis 1971 Bürgermeister der damals noch selbständigen Gemeinde Minsen. Seit 1974 erinnert daran in der Gemeinde Wangerland (in die Minsen 1971 aufging) eine nach ihm benannte Straße.
Einige Monate lang war Garlichs Ratsherr auch der Gemeinde Wangerland.
Ebenfalls 1948 gründete Garlichs mit Johann Albers, der wie Garlichs Abgeordneter des Landkreises Friesland war, den Ortsverband Minsen der FDP und leitete ihn bis 1968.
In den folgenden Jahren war Garlichs die treibende Kraft beim Neuaufbau des öffentlichen Lebens und der Selbstverwaltung seiner Heimatgemeinde Minsen, der Entwicklung der Landwirtschaft und übrigen Wirtschaft im Wangerland, insbesondere der Neugestaltung des Erholungsraums Schillig-Horumersiel und der Förderung des Fremdenverkehrs im nördlichen Jeverland.
Zunächst fehlte es vor allem an Wohnraum für die zahlreichen aus dem Osten zugewanderten oder zugewiesenen Flüchtlinge und Umsiedler. Als der Platz für sie in den früheren Marinekasernen nicht mehr reichte, wurden sie in Waggons der ehemaligen Anschlussbahn Hohenkirchen-Schillig, die seit 1946 als private Kleinbahn Hohenkirchen–Schillig GmbH betrieben wurde, untergebracht. Garlichs war zu dieser Zeit Aufsichtsratsvorsitzender des Unternehmens. Wie im ähnlich betroffenen benachbarten Rastede wurden schließlich auch im Raum Schillig-Horumersiel, gefördert durch Garlichs und teils in Selbsthilfe, ganze neue Siedlungen für die Zugereisten errichtet.
Er förderte 1952 die Übernahme der „Badeverwaltung“ des Seebadevereins Horumersiel durch die damalige Gemeinde Minsen. In der Folge wurden dort die Strand- und Badeanlagen ausgebaut, ein Campingplatz eingerichtet, der in den folgenden zwei Jahrzehnten zu den größten Deutschlands anwuchs, und zahlreiche Ferienwohnungen und -Häuser bzw. -Appartements mit schließlich mehreren Tausend Gästebetten errichtet.
1953 wurde durch Garlichs die „Strandhalle“ in Schillig eingeweiht, in Horumersiel 1966 ein Dorfgemeinschaftshaus und 1968 ein Meerwasser-Wellen-Freibad.
Ebenso konsequent setzte Garlichs sich für den Rückbau solcher Anlagen und Einrichtungen ein, die wegen des technischen Fortschritts absehbar nicht mehr benötigt wurden, wie beispielsweise etlicher Sperrwerke und Siel-Systeme.
Garlichs betrieb auch den Umbau bestehender Anlagen wie in der Zeit von 1960 bis 1965 die Verlegung des Hafens von Horumersiel von seiner seit 1542 dokumentierten Binnenlage nach außen, die Einebnung des Horumer Siels mit Neuanlage des Wangertiefs und Hohenstiefs.
Garlichs war Vorsitzender des Provisorischen Aufsichtsrats der Anschlussbahn Hohenkirchen-Schillig. Als solcher war es 1949 seine Aufgabe, im Rahmen der Liquidation des Unternehmens Personal zu entlassen. Von 1946 bis 1971 mit kurzen Unterbrechungen war er außerdem zusammen mit Andreas Luiken Aufsichtsrat der Wohnungsbaugesellschaft Friesland.

## Lebensabend, Würdigungen
Er widmete sich nun vermehrt seiner Familie und der Sportfischerei. Am 25. Mai 1973 wurde Garlichs durch Bundespräsident Gustav Heinemann für seine langjährige Tätigkeit als Mitglied des Gemeinderats und Kreistags und als Bürgermeister mit dem Verdienstkreuz am Bande des Verdienstordens der Bundesrepublik Deutschland ausgezeichnet.
Als Rudolf Garlichs 1980 im Kreise seiner Angehörigen im Alter von 88 Jahren verstarb und auf dem Friedhof Jever beigesetzt wurde, veröffentlichte das Jeversche Wochenblatt einen ehrenden Nachruf und zahlreiche Gedenkanzeigen, so auch der Gemeinde Wangerland und des Landkreises Friesland.